# The Narrative
I The Narrative sono un gruppo musicale indie rock statunitense attivo dal 2007. Dal 2011 il gruppo è un duo composto da Suzie Zeldin e Jesse Gabriel.

## Storia del gruppo
Il gruppo è stato fondato da Jesse Gabriel ed è originario di Long Island (New York). Il primo EP, prodotto da Bryan Russell, è uscito nell'agosto 2008 in maniera indipendente ed è stato intitolato Just Say Yes.
Nel luglio 2010 è stato diffuso il primo album, si tratta dell'eponimo The Narrative, anch'esso prodotto da Bryan Russell e registrato a New York. Dall'inizio 2011 il gruppo è un duo dopo l'addio del batterista.
Nel marzo 2012 il gruppo annuncia di aver iniziato a lavorare in vista di un secondo album. Nell'aprile seguente esce la compilation B-Sides and Seasides, che contiene tra le cover di Karma Police dei Radiohead e Tautou dei Brand New.
Nel giugno 2014 esce il singolo Chasing a Feeling.
Nel dicembre 2016 viene pubblicato il secondo album in studio Golden Silence.
Nel luglio 2021, viene pubblicato il loro singolo Monoliths.

## Formazione
Attuale
- Jesse Gabriel (nato il 27 ottobre 1984) - voce, chitarra
- Suzie Zeldin (nata il 26 febbraio 1983) - voce, tastiere, piano

Ex membri
- Charles J. Seich - batteria (2008-2011)

## Discografia
Album
- 2010 - The Narrative
- 2016 - Golden Silence

EP
- 2008 - Just Say Yes
- 2012 - B-Sides and Rarities

Singoli
- 2014 - Chasing a Feeling